# 圣若泽-杜欧鲁
圣若泽-杜欧鲁是巴西南大河州的一个市镇。总面积334.774平方公里，总人口6973人，人口密度20.8人/平方公里。